# Urochrom
Als Urochrome werden alle im Urin vorkommenden Stoffwechselprodukte bezeichnet, die ihn färben. Oft fasst man sie als Urochrome (Harnfarbstoffe) zusammen, ohne genau zu definieren, aus welchen Stoffen sie bestehen. Einen Teil der Urochrome machen Zwischenprodukte des Auf- und Abbaus des roten Blutfarbstoffs, des Hämoglobins, aus. Diese Gallenfarbstoffe sind Porphyrine wie die Urobiline oder Biliverdin.
Viele andere Stoffwechselprodukte sowie aufgenommene Nahrungsmittel und Medikamente beeinflussen die Harnfarbe. Sie kann auch beim Gesunden beträchtlich variieren. Neben dem Einfluss von Nahrungsmitteln beruht sie vor allem auf dem Flüssigkeitshaushalt: Nehmen wir viel Flüssigkeit zu uns, dann wird der Harn relativ verdünnt und seine Farbe fast wasserhell oder blassgelb sein. 
Nehmen wir wenig Flüssigkeit zu uns oder verlieren viel Flüssigkeit (Durchfälle, Schwitzen z. B. bei sportlicher Betätigung), dann muss der Körper Wasser sparen und wird nur sehr wenig Harn ausscheiden. Der Harn ist dann sehr konzentriert und dunkelgelb.
Unterschieden wird der Harnfarbstoff als rote und gelbe Fraktion (Urobilin- bzw. Urochromfraktion) sowie als ungefärbte Proteinsäuren (Histidinfraktion, u. a. das Urorosein).
Die gelben Farbstoffe, die oxidativ aus Urochromogenen (Klasse der Oxyproteinsäuren) entstehen (Urochrom A und B; 95 Prozent des Harnfarbwertes), sind – als Hämoglobinabbauprodukte – bei bestimmten Krankheiten vermehrt und stellen das eigentliche Substrat der Diazo-Reaktionen dar, bilden als so genannte Restfarbstoffgruppe zusammen mit Urobilin und Uroerythrin die normale Harnfarbe.